# White Rock (Dakota du Sud)
Pour les articles homonymes, voir White Rock.
White Rock est une municipalité américaine située dans le comté de Roberts, dans l'État du Dakota du Sud.
La localité doit son nom à de larges rochers de granite qui ont dû être détruits pour la construction d'un silo.

## Démographie
| 1900 | 1910 | 1920 | 1930 | 1940 | 1950 |
| ---- | ---- | ---- | ---- | ---- | ---- |
| 170  | 368  | 353  | 281  | 220  | 113  |

| 1960 | 1970 | 1980 | 1990 | 2000 | 2010 |
| ---- | ---- | ---- | ---- | ---- | ---- |
| 76   | 35   | 10   | 7    | 18   | 3    |

Selon le recensement de 2010, White Rock compte 3 habitants. La municipalité s'étend sur 1,57 milles carrés (4,07 km2).